# All About Me
All About Me es el EP debut de la cantante dominicana Natti Natasha, lanzado a través del sello discográfico Orfanato Music Group el 28 de marzo de 2012.

## Antecedentes
La artista aclaró que estaba super emocionada por el lanzamiento de esta producción y su contenido en ella.

«Estoy súper emocionada con esta oportunidad de lanzar este EP álbum que está dirigido a una propuesta musical muy mía que desarrollé en conjunto con los excelentes productores que trabajaron el disco. El hacer mi primer lanzamiento en formato digital me da la oportunidad de conocer más a fondo este mundo que amo, y yo me esforcé mucho para estar donde estoy. Hice un álbum de los que hacemos las nenas para llorar cuando nos rompen el corazón, o cuando queremos ser rebeldes y gritarle al mundo entero ¡Tonite Is About Me!» expresó la artista.

## Contenido
El álbum contiene 7 canciones, las cuales experimentan el Techno, House, Balada pop y R&B. Natti, dijo en una entrevista telefónica con Efe que la mayoría de los siete temas que incluye su producción son experiencias vividas en las que plasma las altas y bajas que ha tenido. Reveló a Imagen Miami que su música procura la libre expresión, la superación de la mujer y su empoderamiento por medio de sus propias vivencias, sin menospreciar al hombre.

## Lista de canciones
| N.º | Título                    | Duración |  |
| 1.  | «About Me» (con Nova)     | 4:03     |  |
| 2.  | «Cinderella» (con Chika)  | 3:29     |  |
| 3.  | «Gone» (con Chika)        | 3:05     |  |
| 4.  | «New Day»                 | 3:10     |  |
| 5.  | «Pain Killer» (con Chika) | 3:09     |  |
| 6.  | «Show Off»                | 3:27     |  |
| 7.  | «Train To No Where»       | 3:01     |  |